# CSKAパミール・ドゥシャンベ
CSKAパミール・ドゥシャンベ（英: CSKA Pomir Dushanbe）は、タジキスタンの首都ドゥシャンベにホームを置くサッカークラブである。

## タイトル

### 国内タイトル
- タジク・リーグ：2回
  - 1992,1995
- タジク・カップ：1回
  - 1992
- タジク・スーパーカップ：1回
  - 1998